# Kerem Bürsin
Kerem Bürsin (Istambul, 4 de junho de 1987) é um ator, modelo, produtor e ativista turco. Iniciou sua carreira de ator em filmes independentes e através das séries de TV ganhou maior destaque, chegando a receber o prêmio de melhor ator (Seoul International Drama Awards, 2017) no papel de Ali Smith em Heart Of The City. Em 2020 Bürsin ficou conhecido mundialmente ao interpretar o personagem Serkan Bolat na série Sen Çal Kapımı (do canal turco FOX). Kerem Bürsin também dedica parte de sua vida ao ativismo social e pela luta dos direitos das mulheres, apoiando várias instituições de caridade e organizações humanitárias.

## Vida pessoal
Em 2015 Bürsin começou a namorar a atriz e modelo turca Serenay Sarıkaya. O casal se conheceu durante as gravações de um comercial para a marca de jeans Mavi neste mesmo ano. Em 2019 Kerem e Serenay terminaram o relacionamento de quatro anos.
Em abril de 2021, Kerem Bürsin confirmou sua relação com Hande Erçel após uma viagem às Ilhas Maldivas. Os dois atores postaram uma foto em uma rede social assumindo o namoro. O casal se conheceu durante as gravações da série de sucesso Sen Çal Kapimi no qual atuaram como protagonistas. No início de 2022 Bürsin e Hande terminaram o relacionamento.

## Filmografia

### Cinema
| Ano  | Titulo                          | Papel       | Notas                       |
| ---- | ------------------------------- | ----------- | --------------------------- |
| 2006 | Thursday                        | Grauss      |                             |
| 2007 | Strawberry Melancholy           | Travis      |                             |
| 2010 | Wendigo                         | Andy        |                             |
| 2010 | Sharktopus                      | Andy Flynn  |                             |
| 2013 | Palace of the Damned            | Adam        |                             |
| 2014 | Unutursam Fısılda               | Erhan       |                             |
| 2018 | İyi Oyun                        |             |                             |
| 2018 | Can Feda                        | Onur Keskin |                             |
| 2022 | Eflatun                         | Oflaz       |                             |
| 2022 | A Todo Tren 2 : Ahora son ellas | Kerem       | participação                |
| 2024 | Mavi Mağara                     | Cem         | filme da Amazon Prime Video |
| 2024 | Son of a Rich                   | Mete        |                             |

### Televisão
| Ano       | Titulo                    | Papel                   | Notas        | Emissora |
| --------- | ------------------------- | ----------------------- | ------------ | -------- |
| 2013−2014 | Güneşi Beklerken          | Kerem Sayer/Güneş Sayer |              | Kanal D  |
| 2014      | Ulan İstanbul             | Yiğit Kılıç             | participação |          |
| 2014−2015 | Şeref Meselesi            | Yiğit Kılıç             |              | Kanal D  |
| 2017      | Bu Şehir Arkandan Gelecek | Ali Smith               |              | ATV      |
| 2018      | Yaşayamayanlar            | Dmitry                  |              |          |
| 2018−2019 | Muhteșem İkili            | Mustafa Kerim Can       |              | Kanal D  |
| 2020−2021 | Sen Çal Kapımı            | Serkan Bolat            | FOX          |          |
| 2023      | Ya Çok Seversen           | Ateş Arcali             |              | Kanal D  |

### Teatro
| Ano | Titulo              | Notas | Papel |
| --- | ------------------- | ----- | ----- |
|     | Harold's Fall       |       |       |
|     | Mariner             |       |       |
|     | The Music Man       |       |       |
|     | Fiddler on The Roof |       |       |
|     | All out             |       |       |